# Beni Hasan
Beni Hasan  (arabsko بني حسن‎) je staroegipčansko pokopališče približno 20 km južno od sodobnega mesta Minya v Srednjem Egiptu med Asjutom in Memfisom.
Na pokopališču je nekaj grobov iz Starega kraljestva, uporabljalo pa se je predvsem v Srednjem kraljestvu od 21. do 17. stoletja pr. n. št. (srednja bronasta doba).
Južno od pokopališča je svetišče, ki sta ga zgradila Hačepsut in Tutmoz III. Posvečeno je lokalni boginji Pakhet. Podzemno svetišče je znano tudi kot Artemidina jama, ker so Grki boginjo Pakhet enačili s svojo Artemido.

## Pokopališče
Pokrajinski guvernerji (nomarhi) v Srednjem kraljestvu so se v Beni Hasanu in drugod   pokopavali v okrašenih kamnitih grobnicah na svojih lokalnih pokopališčih, ki so bila v rabi in kot je bilo v navadi že v prvem vmesnem obdobju Egipta. Nekaj podatkov kaže, da je bila v Dvanajsti dinastiji državna uprava reorganizirana. V prvem vmesnem obdobju in delu Srednjega kraljestva so bili položaji nomarhov, od katerih so bili nekateri samo nadzorniki/upravniki določenih ozemelj, dedni. Pokrajinska elita zato ni bila odvisna od vladarja, da bi potrdil njihovo oblast,  kot v Starem kraljestvu. V Dvanajsti dinastiji se je začela moč nomarhov krčiti, ker jih je spet imenoval ali vsaj potrjeval faraon.
Na pokopališču je 39 grobnic  nomarhov 16. Noma oriks Gornjega Egipta iz obdobja od okoli 21. do 19. stoletja pr. n. št. Nomarhi so vladali iz Hebenuja. Pokopališče je razdeljeno na gornji in spodnji del. Kje je bil kdo pokopan, je bilo odvisno od družbenega položaja pokojnega. Najbogatejši so bili pokopani pod vrhom klifa.
Na spodnjem pokopališču je  888 jaškastih grobnic iz Srednjega kraljestva, ki jih je izkopal John Garstang. Večina grobnic ima podobno zasnovo z majhno komoro ali vdolbino ob vznožju jaška, obrnjeno proti jugu, v katero se je postavila krsta in grobni pridatki.
Na gornjem pokopališču so se pokopavali člani politične elite, predvsem nomarhi in visoki uradniki. Bogato okrašene grobnice so vklesane v apnenčaste pečine. Razporejene so v vrsto v smeri sever-jug. Zaradi naravnega preloma v steni je 39 grobnic razdeljenih v dve skupini. Grobnice imajo zunanje dvorišče in v steno vklesano stebriščno sobo, ki se včasih omenja kot kapela, iz katere vodi jašek v pogrebno komoro.
V nekaterih večjih grobnicah so biografski napisi in poslikave s prizori iz vsakdanjega življenja in vojskovanja. Poslikave so zelo kakovostne. Del prizorov je v zelo slabem stanju. V 19. stoletju so izdelali več njihovih kopij.

## Pomembne grobnice
Za javnost so odprte  štiri grobnice. Najpomembnejše so:
- Grobnica  2 – Amenemhet, znan kot Ameni,  nomarh pod  Senusretom  I. (odprta)
- Grobnica  3 – Knumhotep II., pomembna zaradi prikaza karavan semitskih trgovcev (odprta)
- Grobnica  4 – Knumhotep IV., nomarh v pozni Dvanajsti dinastiji  (zaprta)
- Grobnica  13 – Knumhotep, kraljevi pisar v Dvanajsti dinastiji (zaprta)
- Grobnica  14 – Knumhotep I., nomarh pod Amenemhetom I. (zaprta)
- Grobnica  15 – Baket III., pomembna zaradi prikaza rokoborskih tehnik (odprta)
- Grobnica  17 – Heti, nomarh v Enajsti dinastiji, Baketov sin; pomembna zaradi prikaza iger z žogo  (odprta)
- Grobnica  21 – Naht, nomarh v Dvanajsti dinastii (zaprta)
- Grobnica  23 – Nečernaht, nadzornik Vzhodne puščave v Dvanajsti dinastiji  (zaprta)
- Grobnica  27 – Ramushenti,  nomarh v Dvanajsti dinastiji (zaprta)
- Grobnica  29 – Baket I., nomarh v Enajsti dinastiji (zaprta)
- Grobnica  33 – Baket II., nomarh v Enajsti dinastiji (zaprta)